# Explosão da plataforma Deepwater Horizon

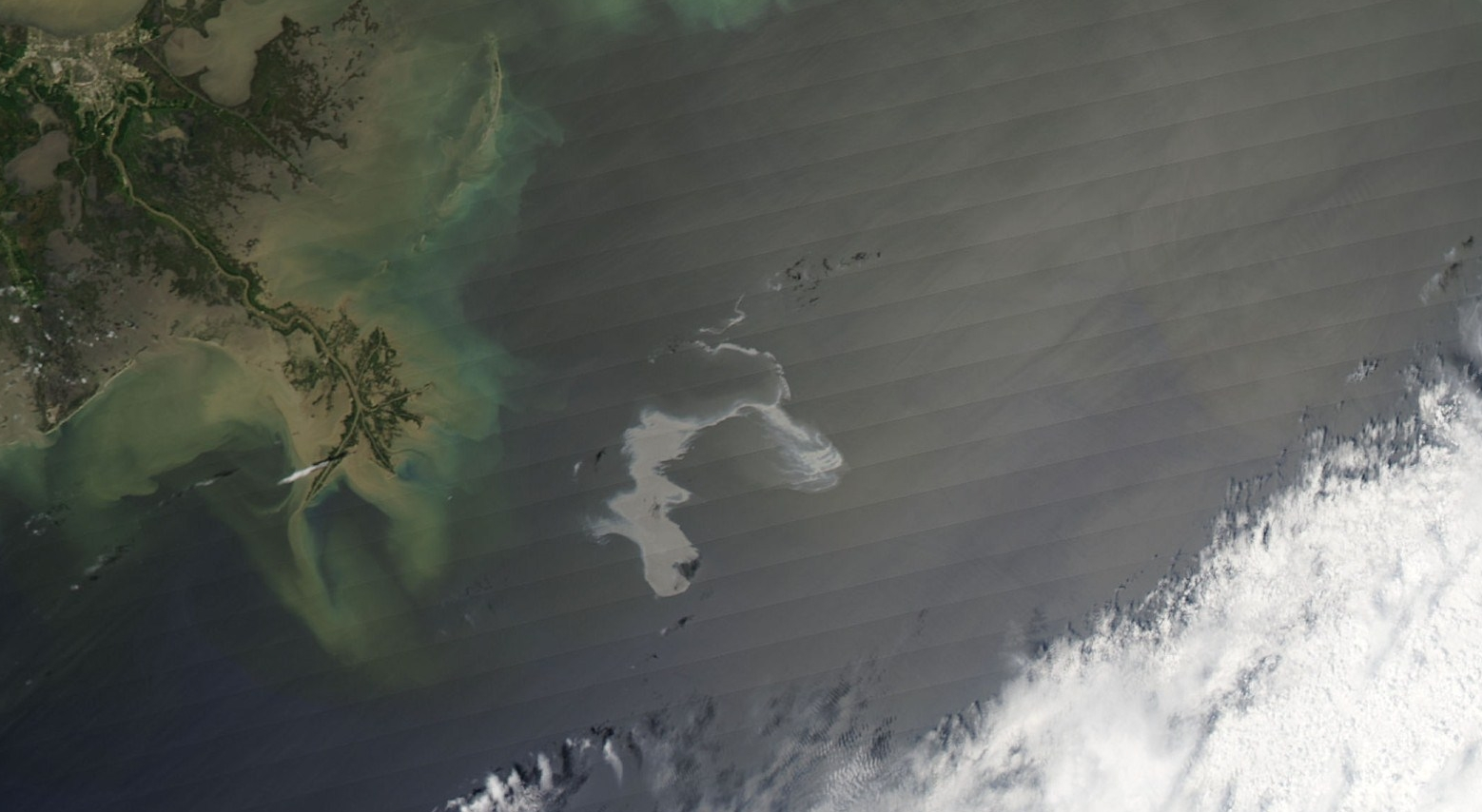
Imagem de satélite da NASA mostrando a mancha de óleo em 25 de abril de 2010.

A explosão da plataforma Deepwater Horizon ocorreu no dia 20 de abril de 2010, uma terça-feira, no Golfo do México, nos Estados Unidos. O desastre consistiu na explosão da plataforma de petróleo semi-submersível Deepwater Horizon que pertence à Transocean e que estava sendo operada pela BP, afundando na quinta-feira seguinte à explosão, depois de ficar dois dias em chamas. Uma grande mancha de óleo espalhou-se e chegou à costa da Louisiana e a outros estados. Houve 22 trabalhadores que ficaram feridos e 11 faleceram.

## Explosão
A torre estava na fase final da perfuração de um poço, no qual iriam reforçar com concreto. Este é um processo delicado, pois há possibilidade de os fluidos do poço serem libertos descontroladamente. No dia 20 de abril de 2010 houve uma explosão na torre, e esta incendiou-se. Morreram 11 pessoas em consequência deste acidente, 14 outros foram encontrados com vida. Sete trabalhadores foram evacuados para a estação aérea naval em Nova Orleães e levados para o hospital. Barcos de apoio lançaram água à torre na tentativa de extinguir as chamas. Deepwater Horizon afundou-se em 22 de abril de 2010, em águas de aproximadamente 1,5 mil metros de profundidade, e os seus restos foram encontrados no leito marinho a aproximadamente 400 metros a noroeste do poço.

## Derrame de petróleo
O derrame de petróleo resultante prejudicou o habitat de centenas de espécies de aves.

## Estancamento
A BP anunciou em 17 de julho de 2010 ter conseguido estancar temporariamente o derrame de petróleo, depois de instaladas novas válvulas que conseguiram travar o derrame.